# Felsőturcsek
Felsőturcsek (szlovákul Horný Turček, németül Ober-Turz) Turcsek településrésze, korábban önálló falu Szlovákiában, a Zsolnai kerületben, a Stubnyafürdői járásban. 2001-ben Turcsek 716 lakosából 603 szlovák és 93 német volt.

## Fekvése
Körmöcbányától 8 km-re északra fekszik, ma Turcsek délkeleti részét képezi.

## Története
1371-ben "Thurczia" említik először, neve a Turóc folyó nevéből származik. A 15. században innen épült vízvezeték Körmöcbánya ellátására. Lakói német bányászok és erdei munkások voltak. 1552-ben "Oberturcz" néven említik. 1784-ben 54 házában 570 lakos élt. 1828-ban 55 háza és 577 lakosa volt.
Vályi András szerint "Alsó, Felső Turcsek. Két tót falu Túrócz Várm. földes Urok Körmöcz Bánya Városa, lakosaik katolikusok, és másfélék is, fekszenek Berghez közel, mellynek filiáji; földgyeik soványak, káposztájok, ’s tormájok nevezetes; itten veszi Túrócz vize eredetét, melly a’ határjában lévő hegynek tövéből ered."
Fényes Elek szerint "Turcsek (Felső), német falu, Thurócz vmegyében, magas erdős hegyek közt: 564 kath., 13 evang. lak. Földei főképen csak zabot teremnek. F. u. Körmöcz városa."
1910-ben 811, túlnyomórészt német lakosa volt. A trianoni békeszerződésig Turóc vármegye Stubnyafürdői járásához tartozott. A II. világháború után a németek kitelepítették, helyükre szlovákok költöztek. 1996-ban közelében víztározó épült.

## Nevezetességei
- Katolikus templom.
- Körmöcbányai vízvezeték (14. század).
- Turcseki víztározó.

## Külső hivatkozások
- Községinfó
- Felsőturcsek Szlovákia térképén
- Rövid ismertető